# Kalakan (cours d'eau)
Pour les articles homonymes, voir Kalakan.
Le Kalakan (en russe : Калакан, Калаган) est une rivière de Russie qui coule dans le kraï de Transbaïkalie en Sibérie orientale. C'est un affluent du Vitim en rive droite, donc un sous-affluent de la Léna.

## Géographie
Le Kalakan a une longueur de 314 kilomètres. Son bassin versant a une superficie de 10 700 km2 (surface de taille un peu supérieure à celle du département français de la Gironde).
Son débit moyen à l'embouchure est de 78,0 m3/s. 
Le Kalakan est une abondante rivière de montagne qui coule dans une région froide, peu hospitalière et quasi dépeuplée.
La rivière prend naissance dans le massif montagneux des Iankan (Янкан). Peu après sa naissance, elle prend la direction de l'ouest, direction qu'elle maintient tout au long de son parcours. Elle finit par confluer avec le Vitim en rive droite, au niveau de la localité de Kalakan, à une altitude de 596 mètres.

## Le Gel
Comme la plupart des rivières de montagne du bassin de la Léna, le bassin versant du Kalakan repose totalement sur un épais manteau de sol gelé en permanence ou pergélisol.
Le Kalakan gèle dès la mi-octobre. Le dégel a lieu vers la mi-mai.

## Hydrométrie - Les débits mensuels à Kalakan
Le Kalakan est un cours d'eau très irrégulier. Son débit a été observé pendant 38 ans (entre 1953 et 1990) à Kalakan, localité située au niveau du confluent avec le Vitim, à 596 mètres d'altitude. 
Le débit inter annuel moyen ou module observé à Kalakan durant cette période était de 78 m3/s pour une surface de drainage de 10 700 km2, soit la totalité du bassin versant de la rivière.
La lame d'eau écoulée dans ce bassin versant se monte ainsi à 193 millimètres par an, ce qui peut être considéré comme plutôt modéré dans le cadre du bassin du Vitim. 
Le Kalakan est un cours d'eau de régime pluvial qui présente deux saisons bien marquées. 
Les hautes eaux se déroulent du printemps au début de l'automne, du mois de mai au mois de septembre, avec un sommet en juin-juillet ; il traduit le maximum des précipitations de la région. Au mois d'octobre, le débit de la rivière s'effondre littéralement, ce qui mène directement à la période des basses eaux. Celle-ci a lieu de novembre à avril inclus et correspond à l'hiver et aux puissantes gelées qui s'étendent sur toute la région.  
Le débit moyen mensuel observé de janvier à mars (minimum d'étiage) est de 0,00 m3/s, c'est-à-dire arrêt total de l'écoulement, tandis que le débit moyen du mois de juillet se monte à 233 m3/s, ce qui témoigne de l'amplitude extrêmement élevée des variations saisonnières.
Sur la durée d'observation de 38 ans, le débit mensuel  maximal s'est élevé à 828 m3/s en juillet 1988.
En ce qui concerne la période libre de glaces (de mai à septembre inclus), le débit minimal observé a été de 23,5 m3/s en septembre 1986, ce qui restait encore fort appréciable.  